# Olszynka Wielka

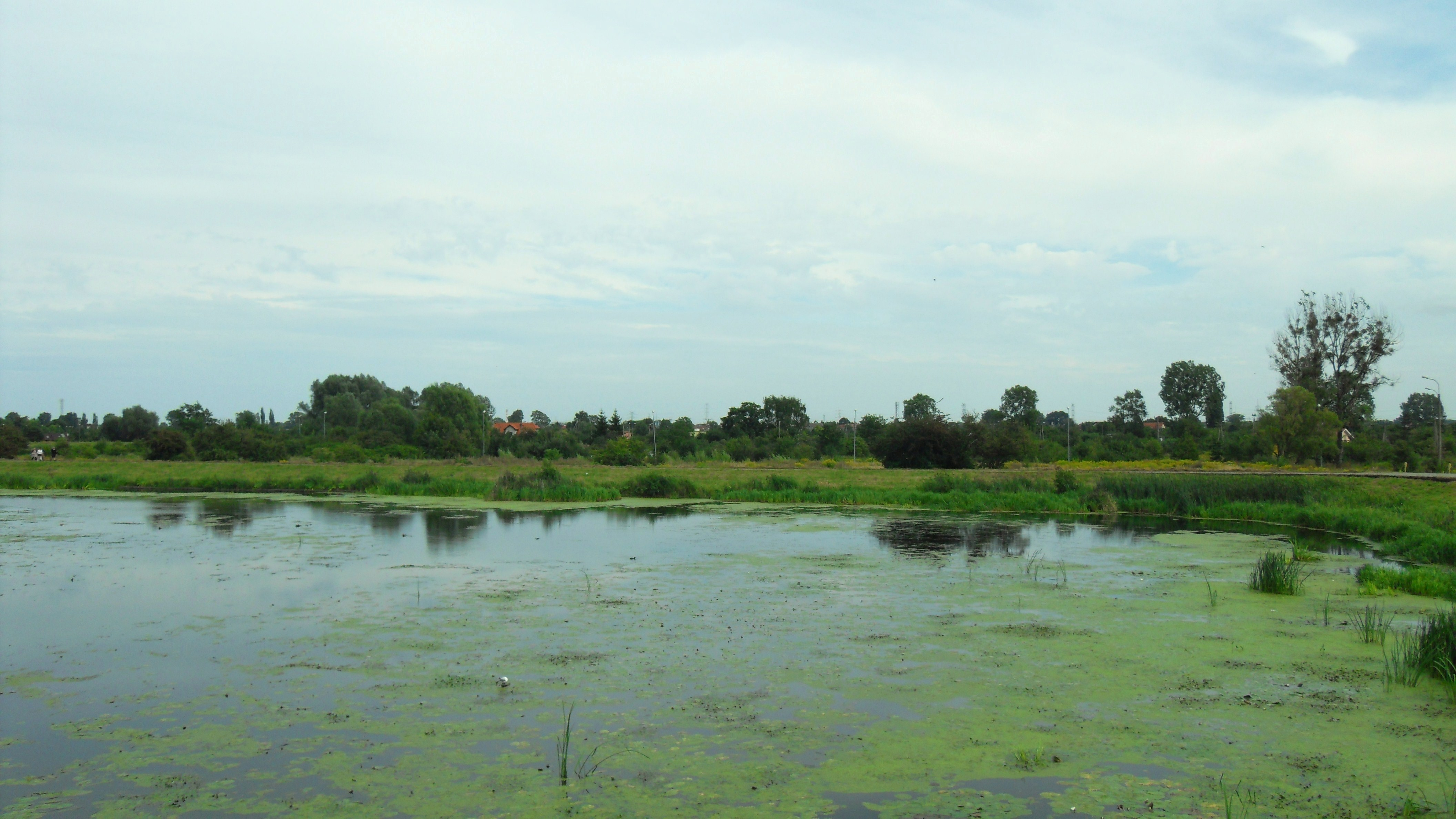
Olszynka Wielka i Opływ Motławy

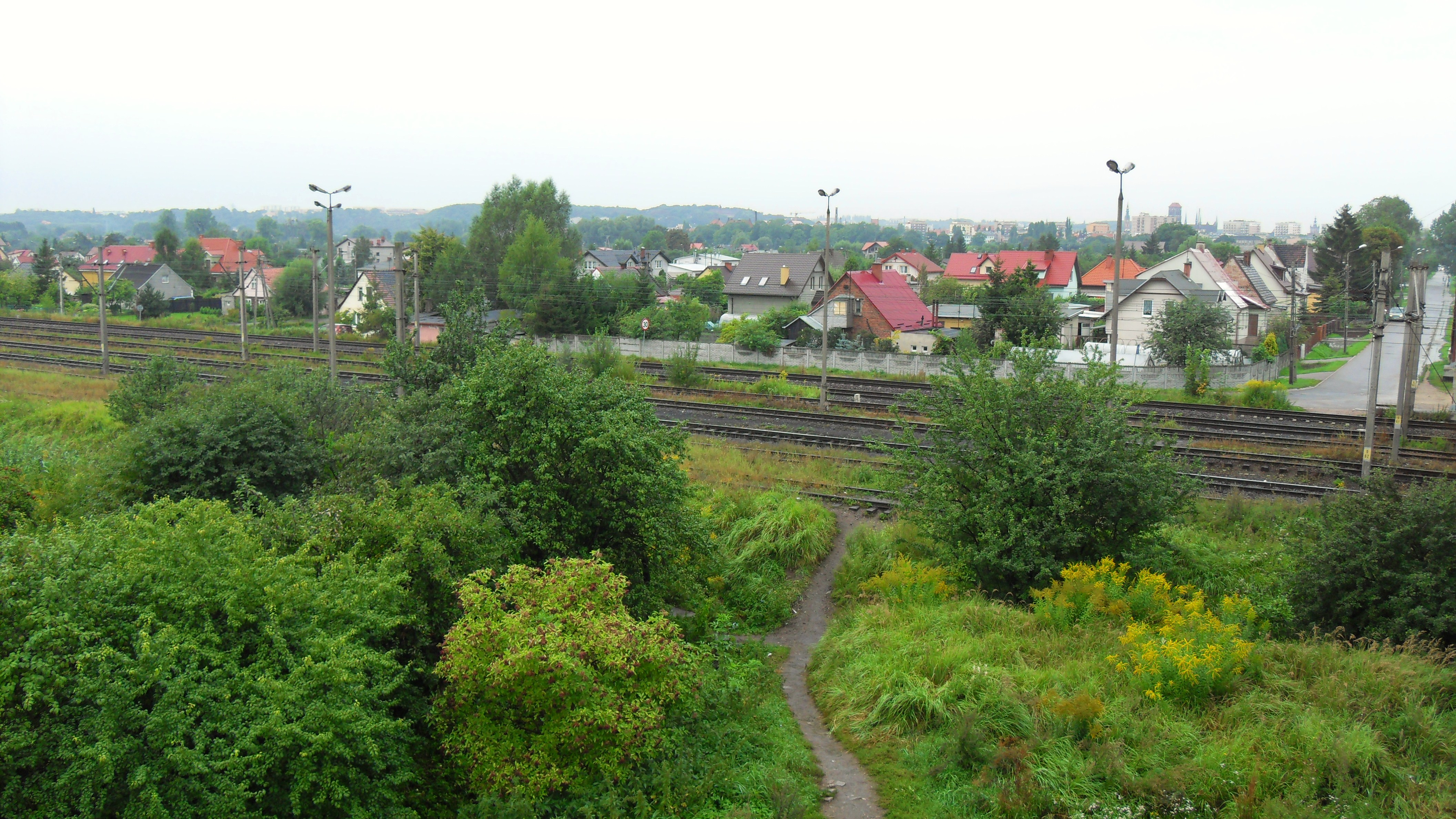
Panorama Olszynki Wielkiej

Olszynka Wielka (niem. Gross Walddorf) – osiedle w Gdańsku, w dzielnicach Olszynka i Rudniki, na obszarze Żuław Gdańskich.

## Historia

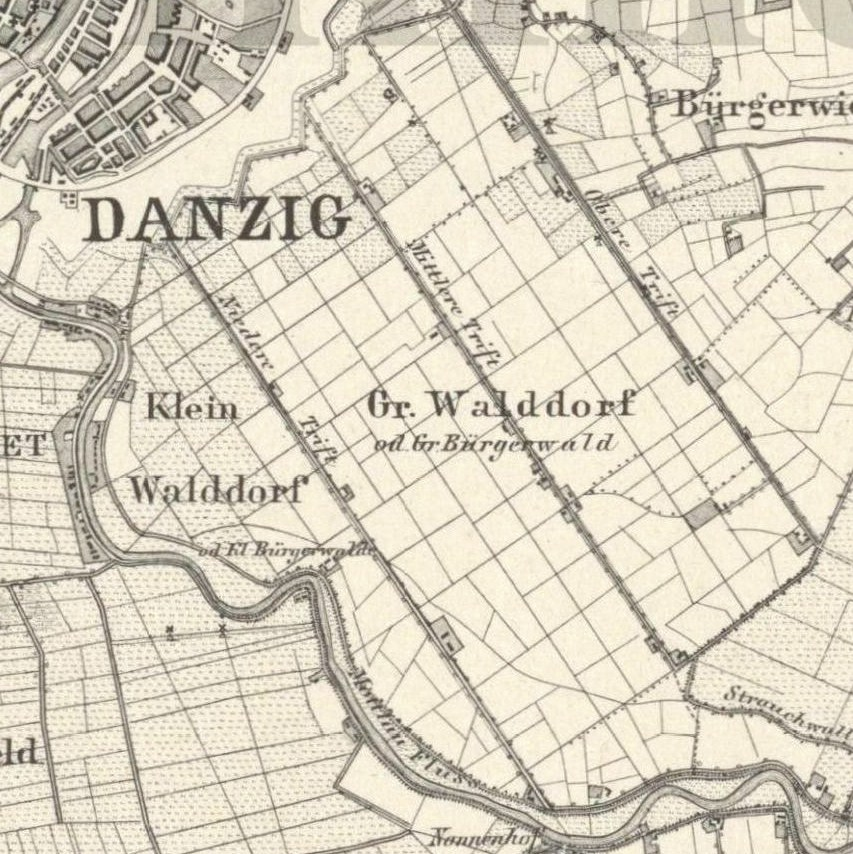
Olszynka Wielka (w środku), po lewej Olszynka Mała na mapie z 1901

Dawne nazwy: Gross Walddorf (1780), Bürgerwalde.
W okresie Średniowiecza Olszynka była lasem miejskim. W XVI i XVII wieku funkcjonowała jako łąki i pastwiska.
Olszynka Wielka została przyłączona w granice administracyjne miasta 15 sierpnia 1933. Należy do okręgu historycznego Niziny.

## Transport i komunikacja
Przez osiedle przebiega linia kolejowa nr 226 do Portu Północnego. Południowo-wschodnim krańcem osiedla, gdzie obecnie znajdują się głównie tereny rolnicze, przebiega południowa obwodnica Gdańska (droga ekspresowa S7 (E28)), z której początek ma brać z kolei Trasa Sucharskiego.